# Ivo Bruns

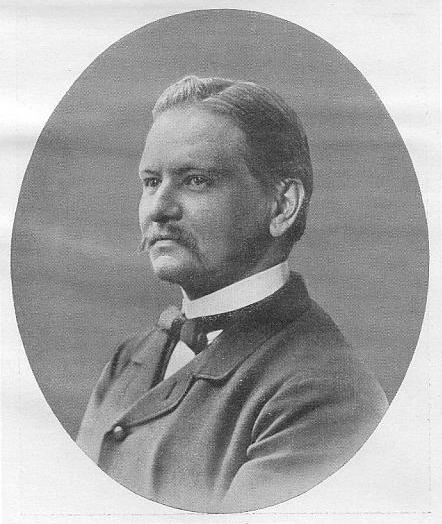
Ivo Bruns

Ivo Bruns (* 20. Mai 1853 in Halle an der Saale; † 16. Mai 1901 in Kiel) war ein deutscher klassischer Philologe.

## Leben
Ivo Bruns stammte aus einer alten holsteinischen Gelehrtenfamilie. Sein Vater war der Jurist Karl Georg Bruns (1816–1880), der als Professor an den Universitäten zu Halle (seit 1851), Tübingen (seit 1859) und Berlin (seit 1861) lehrte. Ivo Bruns studierte Klassische Philologie, Archäologie, Philosophie und Geschichte, zunächst in Berlin bei Ernst Curtius, Johann Gustav Droysen, Moriz Haupt, Adolf Kirchhoff und Eduard Zeller, dann in Bonn bei Jacob Bernays, Franz Bücheler, Reinhard Kekulé von Stradonitz, Heinrich von Sybel und Hermann Usener. 1877 wurde er mit der Dissertation De legum Platonicarum compositione quaestiones („Untersuchungen über den Aufbau der Gesetze Platons“) promoviert.
Nach dem Studium arbeitete Bruns von 1878 bis 1880 in der Pariser Bibliothek, wo er Material für seine Forschungsarbeit sammelte. Er beschäftigte sich hauptsächlich mit den handschriftlichen Kommentaren zu Aristoteles. Er führte auch seine Forschungen an Platons Schrift über die Gesetze fort. Nach seiner Heimkehr erreichte er an der Universität Göttingen seine Habilitation mit der Schrift Platons Gesetze, vor und nach ihrer Herausgabe durch Philippos von Opus (Weimar 1880), die von der Fachwelt positiv aufgenommen wurde. 1884 wurde er zum außerordentlichen Professor ernannt.
Bereits zwei Jahre später wechselte Bruns als außerordentlicher Professor an die Universität Kiel, wo er 1890 zum ordentlichen Professor ernannt wurde. 1897 lehnte er einen Ruf an die Universität Gießen ab.
Ivo Bruns trat in seiner Forschungsarbeit in verschiedenen Gebieten der Klassischen Philologie auf. Er beschäftigte sich intensiv mit Inhalt, Tradition und Rezeption der platonischen, aristotelischen und epikureischen Philosophie. Sein Hauptwerk ist die Monographie Das literarische Porträt der Griechen im fünften und vierten Jahrhundert (Berlin 1896; unveränderter Nachdruck 1961 von der Wissenschaftlichen Buchgesellschaft, Darmstadt und dem Verlag Olms, Hildesheim), mit dem die zwei Jahre jüngere Schrift Die Persönlichkeit in der Geschichtsschreibung der Alten. Untersuchungen zur Technik der antiken Historiographie zusammenhängt (Berlin 1898).

## Werke (Auswahl)
- De legum Platonicarum compositione quaestiones selectae. Georg, Bonn 1877. (Digitalisat)
- Plato's Gesetze vor und nach ihrer Herausgabe durch Philippos von Opus, eine kritische Studie. Böhlau, Weimar 1880. (Digitalisat)
- Lucrez-Studien. Mohr, Freiburg i. Br. 1884. (Digitalisat)
- Frauenemancipation in Athen, ein Beitrag zur attischen Kulturgeschichte des fünften und vierten Jahrhunderts.  Schmidt & Klaunig, Kiel 1900.
- Vorträge und Aufsätze. Beck, München 1905. (Digitalisat)
- Das literarische Porträt der Griechen im fünften und vierten Jahrhundert vor Christi Geburt. Salzwasser Verlag, Paderborn 2013. ISBN 978-3-8460-3722-5